# Pierre Michaud (présentateur québécois)
Pour les articles homonymes, voir Pierre Michaud et Michaud.
Pierre Michaud est un présentateur de télévision québécois.
Il présente à partir des années 1980 Roulez avec Pierre Michaud (RPM), une émission de télévision québécoise autour d'essais routiers et de conseils aux consommateurs. Il cesse cette activité en 2016 tout en en restant le producteur,.
En 2020, il lance une émission sur le web autour de la restauration d'un véhicule ancien.